# 克萊佩達城堡

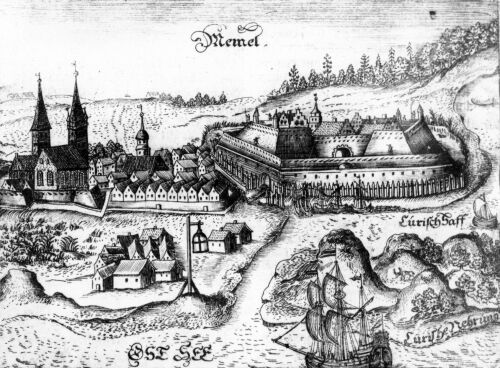
17世紀時的克萊佩達城堡

克萊佩達城堡（Klaipėda Castle），又名梅梅爾城堡，是立陶宛城市克萊佩達的一座城堡，由條頓騎士團修建，靠近波羅的海。這座城堡現在作為博物館使用。

## 外部連結
- The Castle Museum （页面存档备份，存于）
- Map of area surrounding the castle

55°42′20″N 21°07′44″E / 55.70556°N 21.12889°E